# Fábio Luciano
Fábio Luciano (Vinhedo, 29 april 1975) is een voormalig Braziliaans voetballer. De 1,90 meter lange centrale verdediger speelde bij Ponte Preta, Corinthians, Internacional, Fenerbahçe, 1. FC Köln en Flamengo. Luciano speelde daarnaast twee wedstrijden voor het Braziliaans voetbalelftal.
Fábio Luciano begon zijn voetbalcarrière bij Ponte Preta. Hier viel hij onder meer bij Corinthians op. De Braziliaanse club contracteerde Luciano, alwaar de verdediger 48 wedstrijden speelde. Met Corinthians won Luciano de eerste editie van het FIFA Club World Championship. Hierna werd hij verhuurd aan Fenerbahçe, waar hij het erg goed deed. Niet alleen zijn voetbalkwaliteiten maakten hem geliefd bij de supporters, maar ook zijn sympathieke gedrag en zijn betrokkenheid bij de club werd gewaardeerd. Een van de beste kwaliteiten van Luciano was zijn aanvallende kracht. In 267 wedstrijden (geldig tot en met 17 juli 2008) wist Luciano 35 maal het net te vinden, een behoorlijk aantal voor een centrale verdediger. Meer bijzonder was hóe de lange Braziliaan wist te scoren. Veel Fenerbahçe-fans zullen zich zijn omhaal-doelpunt tijdens de derby tegen Beşiktaş, zijn halve-volley van buiten het zestienmetergebied tegen Galatasaray en zijn kopbal tegen Schalke 04 in de UEFA Champions League nog wel herinneren.
Luciano maakte bij Fenerbahçe twee kampioenschappen mee, maar moest na drie jaar het veld ruimen na de komst van landgenoot Edu Dracena en Diego Lugano. Dat Luciano langdurig geblesseerd was geraakt en er in Turkije een maximum is aan het aantal buitenlandse voetballers per club, waren de voornaamste redenen voor het feit dat zijn huurcontract niet werd verlengd. In de winterstop van 2006/07 tekende hij een contract bij 1. FC Köln, alwaar hij herenigde met voormalig Fenerbahçe-trainer Christoph Daum. In zijn eerste wedstrijd bij FC Köln (een vriendschappelijke wedstrijd tegen PSV) wist Luciano tweemaal te scoren. Ook bij Flamengo scoorde hij bij zijn debuut. In mei 2009 stopte hij met voetballen.

## Carrière
| Jaren   | Land      | Club            | Wedstrijden | Goals |
| ------- | --------- | --------------- | ----------- | ----- |
| 1998/99 | Brazilië  | Ponte Preta     | 31          | 0     |
| 2000/03 | Brazilië  | Corinthians     | 48          | 13    |
| 2001    | Brazilië  | → Internacional | 19          | 2     |
| 2003/06 | Turkije   | → Fenerbahçe    | 114         | 15    |
| 2006/07 | Duitsland | 1. FC Köln      | 11          | 0     |
| 2007/09 | Brazilië  | Flamengo        | 54          | 5     |
|         |           | Totaal          | 277         | 35    |

## Erelijst
Corinthians
- FIFA Club World Championship: 2000
- Torneio Rio-São Paulo: 2002
- Campeonato Paulista: 2001, 2003
- Copa do Brasil: 2002

 Fenerbahçe
- Süper Lig: 2004, 2005

 Flamengo
- Taça Guanabara: 2008
- Taça Rio: 2009
- Campeonato Carioca: 2008, 2009

Individueel
- Bola de Prata: Beste Centrale Verdediger Campeonato Brasileiro Série A 2002